# Marëvo
Marëvo (in russo Марёво?) è un villaggio della Russia europea nordoccidentale, situato nella oblast' di Novgorod; è il centro amministrativo del rajon Marëvskij.
Si trova nella parte sud della regione, sul piccolo fiume omonimo, affluente del Pola, 234 km a sud di Velikij Novgorod.